# كوليزانو
قلعة الصراط أو كُلِّسانو أو (نقحرة كوليزانو) (بالإيطالية: Collesano)‏ هي بلدية في مقاطعة باليرمو في صقلية الإيطالية.

## السكان
في سنة 1861 بلغ عدد السكان 3٬984 نسمة، وتطور العدد ليصل في سنة 2011 لـ 4٬095 نسمة.
يظهر هذا المخطط البياني تطور النمو السكاني لـ كوليزانو

## توأمة
لكوليزانو اتفاقيات توأمة مع:
- يافردون ليه باين